# Nílton Pinheiro da Silva
Nílton "Batata" Pinheiro da Silva es un exfutbolista brasileño. Fue seleccionado brasileño en 4 ocasiones (en 2 ocasiones contra Bolivia, una Uruguay y Paraguay), anotando 3 goles.
Nílton posee una academia de fútbol desde 1983.  En 2012, Nílton ingresó a la cadena de televisión deportiva en español ESPN Deportes, donde se desempeña como comentarista junto al relator Richard Méndez para partidos de Brasil.

## Clubes
- Clube Atlético Paranaense (1972 – 1976)
- Santos Futebol Clube (1976-1980)
- Club América (1980 – 1983)
- Clube Atlético Paranaense (1984)
- Fort Lauderdale Strikers (1985 – 1988)

## Actualidad

### Como Comentarista Deportivo
Desde enero de 2012 hasta la fecha Nilton Pinheiro da Silva es comentarista de la Campeonato de Serie A de Brasil en la cadena deportiva norteamericana ESPN para Latinoamérica e ESPN Deportes para la comunidad hispana de los Estados Unidos al lado del relator de dicha cadena Richard Méndez.